# Аллан Сімонсен
Аллан Сі́монсен (дан. Allan Simonsen, нар. 15 грудня 1952, Вейле) — данський футболіст, нападник. По завершенні ігрової кар'єри — футбольний тренер.
Як гравець насамперед відомий виступами за клуби «Боруссія» (Менхенгладбах) та «Барселона», а також національну збірну Данії.
Володар Золотого м'яча 1977 року. Найкращий бомбардир Кубка європейських чемпіонів (1978) та Кубка УЄФА 1979. Єдиний футболіст, що забивав у фіналах трьох європейських турнірів (Кубка європейських чемпіонів, Кубка УЄФА та Кубка Кубків).

## Клубна кар'єра
У дорослому футболі дебютував на початку 1971 року виступами за місцеву команду «Вайле», з якою двічі поспіль ставав чемпіонам країни, взявши участь у 42 матчах чемпіонату.
Своєю грою привернув увагу представників тренерського штабу «Боруссії» (Менхенгладбах), до складу якої приєднався влітку 1972 року. Відіграв за менхенгладбаський клуб наступні сім сезонів своєї ігрової кар'єри. Більшість часу, проведеного у складі «Боруссії», був основним гравцем атакувальної ланки команди і одним з головних бомбардирів команди, маючи середню результативність на рівні 0,43 голу за гру першості. За цей період тричі ставав чемпіоном Німеччини, а також одного разу виграв Кубок Німеччини.
1979 року уклав контракт з «Барселоною», у складі якого провів наступні чотири роки своєї кар'єри гравця. Граючи у складі «Барселони» також здебільшого виходив на поле в основному складі команди. У складі каталонців ставав володарем Кубка Іспанії та Кубка Кубків УЄФА.
Протягом 1983 року недовго захищав кольори клубу «Чарльтон Атлетик».
Завершив професійну ігрову кар'єру у «Вайле», у складі якого розпочинав ігрову кар'єру. Вдруге Сімонсен прийшов до команди 1983 року, захищав її кольори до припинення виступів на професійному рівні у 1989 році.

## Виступи за збірні
Протягом 1971–1972 років залучався до складу молодіжної збірної Данії. На молодіжному рівні зіграв у 6 офіційних матчах.
1972 року дебютував в офіційних матчах у складі національної збірної Данії. Того ж року у складі олімпійської збірної Данії став бронзовим медалістом Олімпійських ігор у Мюнхені
У складі збірної був учасником чемпіонату Європи 1984 року у Франції, де зіграв у матчі проти господарів, що закінчився поразкою данців 0:1.
Взяв участь у чемпіонаті світу 1986 року у Мексиці, замінивши Єспера Ольсена у груповому поєдинку зі збірною ФРН, в якому його команда перемогла 2:0.
Всього протягом кар'єри у національній команді, яка тривала 15 років, провів у формі головної команди країни 55 матчів, забивши 20 голів.

## Кар'єра тренера
Розпочав тренерську кар'єру невдовзі по завершенні кар'єри гравця, 1991 року, очоливши тренерський штаб рідного «Вайле», який тренував до 1994 року.
У 1994–2001 роках очолював збірну Фарерських островів.
Наразі останнім місцем тренерської роботи була збірна Люксембургу, яку Аллан Сімонсен очолював як головний тренер з 2001 до 2004 року.

## Титули і досягнення

### Командні
- Чемпіон Данії (3):

«Вайле»: 1971, 1972, 1984
- Володар Кубка Данії (1):

«Вайле»: 1971–72
- Чемпіон Німеччини (3):

«Боруссії» (Менхенгладбах): 1974–75, 1975–76, 1976–77
- Володар Кубка Німеччини (1):

«Боруссії» (Менхенгладбах): 1972–73
- Володар Суперкубка Німеччини (1):

«Боруссія» (Менхенгладбах): 1976
- Володар Кубка Іспанії з футболу (1):

«Барселона»: 1980–81
- Володар Кубка УЄФА (2):

«Боруссії» (Менхенгладбах): 1974–75, 1978–79
- Володар Кубка Кубків УЄФА (1):

«Барселона»: 1981-82

### Особисті
- Володар Золотого м'яча: 1977
- Найкращий бомбардир Кубка європейських чемпіонів: 1978
- Найкращий бомбардир Кубка УЄФА: 1979